# Mandumpang
Mandumpang is een bestuurslaag in het regentschap Aceh Singkil van de provincie Atjeh, Indonesië. Mandumpang telt 1253 inwoners (volkstelling 2010).